# كيشان تومسون
كيشان تومسون (من مواليد 17 يوليو 2001) هو عداء سباقات المضمار والميدان جامايكي يتنافس سباق 100 متر. فاز بالميدالية الفضية في الألعاب الأولمبية الصيفية 2024 في حدث 100 متر الذي أُقيم في 4 أغسطس 2024، واختتم بلقطة مثير للجدل. عندما أنهى كلا من كيشان تومسون ونوا لايلز السابق بنفس الوقت بالضبط وهو 9.79 ثانية، لكن لايلز حصل في النهاية على الميدالية الذهبية بفارق بخمسة أجزاء من الألف من الثانية بعد مراجعة الصورة فيما حصل تومسون على الميدالية الفضية.
أدت النهاية القريبة بين المتسابقين إلى جدل بين المحللين. وبأن السباق كان "شديد الاثارة" حدث ارتباك بشكل أكبر عندما أفاد المذيعون الرياضيون البارزون، بما في ذلك شبكة إن بي سي، في البداية أن تومسون قد فاز بالسباق.